# Gerhard Naujokat
Gerhard Naujokat (* 1932 in Allenstein (Ostpreußen); † 8. November 2017 in Verden) war ein deutscher evangelischer Pastor, Jugend-, Ehe- und Familienberater und Publizist.

## Leben
Naujokat war nach dem Studium psychologischer, pädagogischer und sozialethischer Themen zunächst Jugendleiter und -schöffe in Frankfurt am Main. Danach studierte er Evangelische Theologie in Marburg und nach seiner Ordination 1968/1969 Gemeindepastor in Rottenburg an der Laaber. Von 1969 bis zu seinem Ruhestand im Jahr 1999 war er Generalsekretär des Weißen Kreuzes. In seine Amtszeit fallen der Bau der neuen Verwaltungszentrale des Weißen Kreuzes mit Tagungszentrum in Ahnatal und die Gründung einer staatlich anerkannten bundesweiten Schwangerschaftskonfliktberatungs- und Adoptionsvermittlungszentrale. Für das Weiße Kreuz hatte er zahlreiche Bücher verfasst, die Quartalszeitschrift Sexualethik und Seelsorge gegründet, sowie Verlag und wissenschaftlichen Beirat ins Leben gerufen.
Naujokat forderte die Einführung einer „Rentnerehe“ für verwitwete Christen, da ältere Menschen wegen des drohenden Verlusts von Rentenansprüchen nicht in „wilde“ Partnerschaften gedrängt werden dürften. Im Vorfeld zur Neufassung des Personenstandsgesetzes, die 2009 in Kraft trat, sorgte dies für einigen Widerspruch, auch bei den Kirchenleitungen.
In seinem Ruhestand übernahm er 2005 die Schriftleitung der „Richtung. Zeitschrift zur Orientierung des Lebens“ (zuvor „Philadelphia – Kreuz und Reich“), einer Monatsschrift des Philadelphia-Verlags, Waiblingen.

## Privates
Naujokat war verheiratet und wohnte in Kassel.

## Auszeichnungen
- 1992 Goldenes Kronenkreuz des Diakonischen Werkes der EKD
- 1994 Ehrenurkunde des Diakonischen Werkes der EKD
- 1999 Ehrenkreuz der Evangelisch-Lutherischen Kirche in Bayern
- 1999 Bundesverdienstkreuz am Bande[11]

## Veröffentlichungen (Auswahl)
- Liebe, Ehe, Elternschaft: Maßstäbe biblischer Ethik; Leitlinien für Geschlechtserziehung, Jugendprobleme und Ehefragen. Verlag Weisses Kreuz, 1975, ISBN 3-87893-010-0.
- Geborgen in den Ängsten der Zeit. Verlag Weisses Kreuz, 1977, ISBN 3-87893-013-5.
- Liebesbeziehungen vor der Ehe: eine geistliche Orientierung. Verlag Weisses Kreuz, 1980.
- Intime Konflikte, Herausforderung der Seelsorge. Verlag Weisses Kreuz, 1980, ISBN 3-87893-036-4.
- Können wir unsere Kinder zum Glauben erziehen? SCM-Verlag, 1986, ISBN 3-7751-1136-0.
- Drum prüfe, wer sich ewig bindet. Erst denken – dann heiraten. SCM-Verlag, 1986, ISBN 978-3-775111157.
- Junge Menschen – erste Liebe: Begegnung der Gefühle. Verlag Weisses Kreuz, 1987, ISBN 3-87893-061-5.
- Ehe ohne Heirat: Partner ohne Bindung? Verlag Weisses Kreuz, 1988, ISBN 3-87893-063-1.
- Christsein im Härtetest: die Bergpredigt und der Zeitgeist. Verlag Weisses Kreuz, 1990, ISBN 3-87893-066-6.
- Der Käufliche Körper: zum Problem der Prostitution. Verlag Weisses Kreuz, 1991, ISBN 3-87893-072-0.
- Das ungeborene Leben: Überlegungen zum Schwangerschaftsabbruch. Verlag Weisses Kreuz, 1991, ISBN 3-87893-071-2.
- Verschwiegene Gefühle: das Problem der Selbstbefriedigung. Verlag Weisses Kreuz, 1992, ISBN 3-87893-078-X.
- Ehe-Alltag: lieben – streiten – schweigen. Verlag Weisses Kreuz, 1993, ISBN 3-87893-079-8.
- Chancen in der Ehekrise: Hilfe bei sexuellen Konflikten. SCM-Verlag, 1996, ISBN 3-7751-2597-3.
- Alleinstehend?!: die Single- und Scheidungsgesellschaft; Ursachen – Merkmale – Hilfestellung. SCM-Verlag, 1996, ISBN 3-7751-2372-5.
- Leitlinien zur Lebensgestaltung: eine geistliche Orientierung für die Gemeinde- und Jugendarbeit; Thesen und Erläuterungen. SCM-Verlag, 1997, ISBN 978-3-878930877.
- Deine Hände haben mich bereitet: der menschliche Körper – ein Wunder Gottes. SCM-Verlag, 1998, ISBN 3-7751-9147-X.
- Wider den Zeitgeist: Plädoyer für ein realistisches Christentum. CLV-Verlag, 2000, ISBN 978-3-893974320.
- Heiraten – Warum eigentlich? SCM-Verlag, 2000, ISBN 978-3-775136396.
- Die Schönheit der späten Liebe: erfüllte Partnerschaft im reifen Alter. Schulte und Gerth, 2000, ISBN 3-89437-661-9.
- Das Leben – ein „Spiel ohne Grenzen“?: Orientierungspunkte für ein gelingendes Leben. SCM-Verlag, 2001, ISBN 3-7751-3712-2.
- Freude und Risiken zu zweit: Wagnisse der Partnerschaft. SCM-Verlag, 2002, ISBN 978-3-775139021.
- Älterwerden ist (k)eine Kunst: das Alter als Chance und Herausforderung. Kaufmann, 2006, ISBN 978-3-780630056.
- Gott als Querdenker: die Zehn Gebote aktualisiert für die Gegenwart; Fundamente, die uns tragen. Freimund-Verlag, 2007, ISBN 978-3-86540-027-7.
- Von der Kunst, zusammenzubleiben. Kaufmann, 2008, ISBN 978-3-780630568.

als Herausgeber
- Welt ohne Werte?: Maßstäbe des Göttlichen, Grenzen des Menschlichen. Verlag Weisses Kreuz, 1980, ISBN 3-87893-033-X.
- Sorge um die Seele: erkennen, helfen, vergeben. Verlag Weisses Kreuz, 1980, ISBN 3-87893-035-6.
- Aufbruch zum Leben: zwischen Vereinsamung und Gemeinschaft. Verlag Weisses Kreuz, 1980, ISBN 3-87893-034-8.
- Noch allein? Wieder allein?: Ledig – verwitwet – geschieden. Verlag Weisses Kreuz, 1990, ISBN 3-87893-067-4.
- Persönlichkeiten der Bibel zeitlos aktuell: die herausfordernde Auswahl. SCM-Verlag, 2001, ISBN 3-7751-3776-9.
- Der Mensch hat seine Zeit: Bedenkenswertes über Phasen und Fakten des Lebens. SCM-Verlag, 2001, ISBN 3-7751-3769-6.

als Mitautor
- mit Reinhard Mumm und Paul Römhild: Vom Sinn geschlechtlicher Partnerschaft: eine geistliche Wegweisung zum Problem der Homosexualität. Verlag Weisses Kreuz, 1976, ISBN 3-87893-009-7.
- mit Ulrich Beer: Führen in Deutschland: Massenpsychologie zwischen Manipulation und menschlicher Verantwortung. Brendow, 1986, ISBN 3-87067-297-8.